# Ірмельсгаузен
І́рмельсгаузен (нім. Irmelshausen) — німецький замок, розташований в однойменному селі громади Гогґайма, Нижня Франконія.

## Історичний огляд

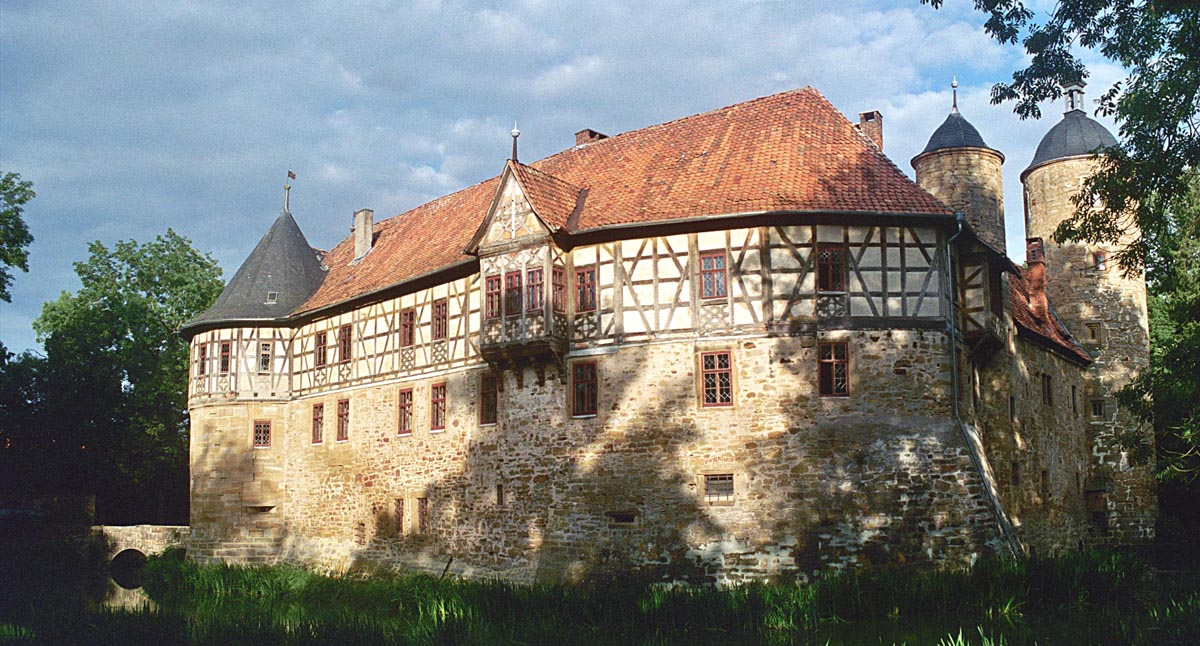
Сучасний вигляд замку

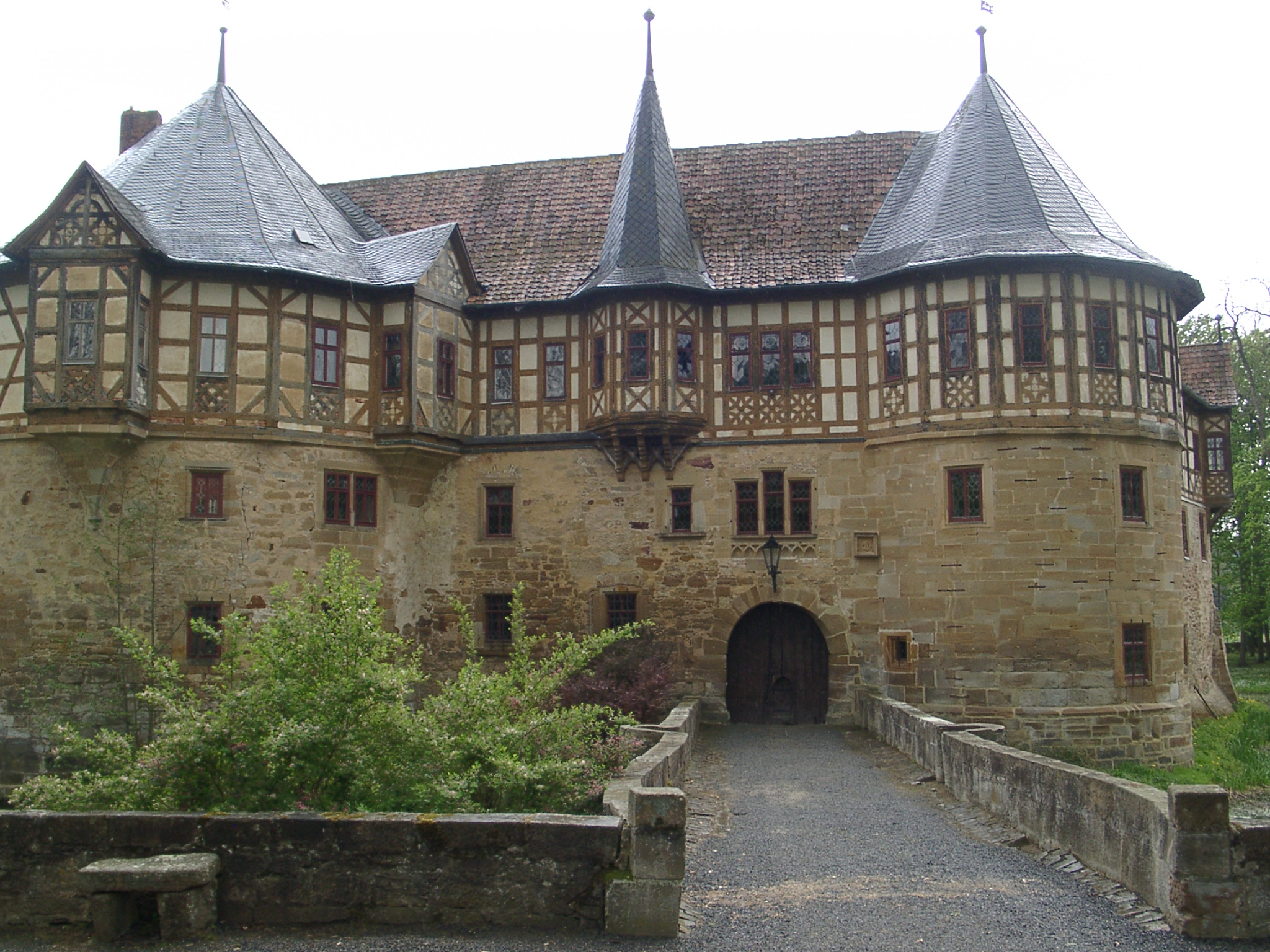
Вхід

Уперше Ірмельсгаузен згадується у 800 році н. е., коли Емгільд, ігуменя монастиря в Мільці і родичка Карла Великого, передала село графству Геннеберга. У 1354 році перейшло до єпископства Вюрцбурга. У 1376 році село придбав Бертольд фон Бібра. Відтак Ірмельсгаузен став резиденцією сімейства Бібра.
У 1854 році замок був значно реконструйований, а отже змінив свій вигляд.
До ХХ ст. в Ірмельсгаузені зберігався родинний архів, який був перенесений сюди під час селянських повстань XVI ст. За допомогою переговорів замку вдалось уникнути руйнувань у Селянській війні 1525 року і Тридцятирічній війні 1618–1648 років, під час яких більшість навколишніх замків були захоплені.
За переказами, уперше ворог (полковник 106-го американського кавалерійського полку) переступив поріг замку 8 травня 1945 року під час Другої світової війни.
У замку знаходиться сімейний цвинтар, на якому похований засновник роду, Ганс фон Бібра (1547–1581).